# 郑簠

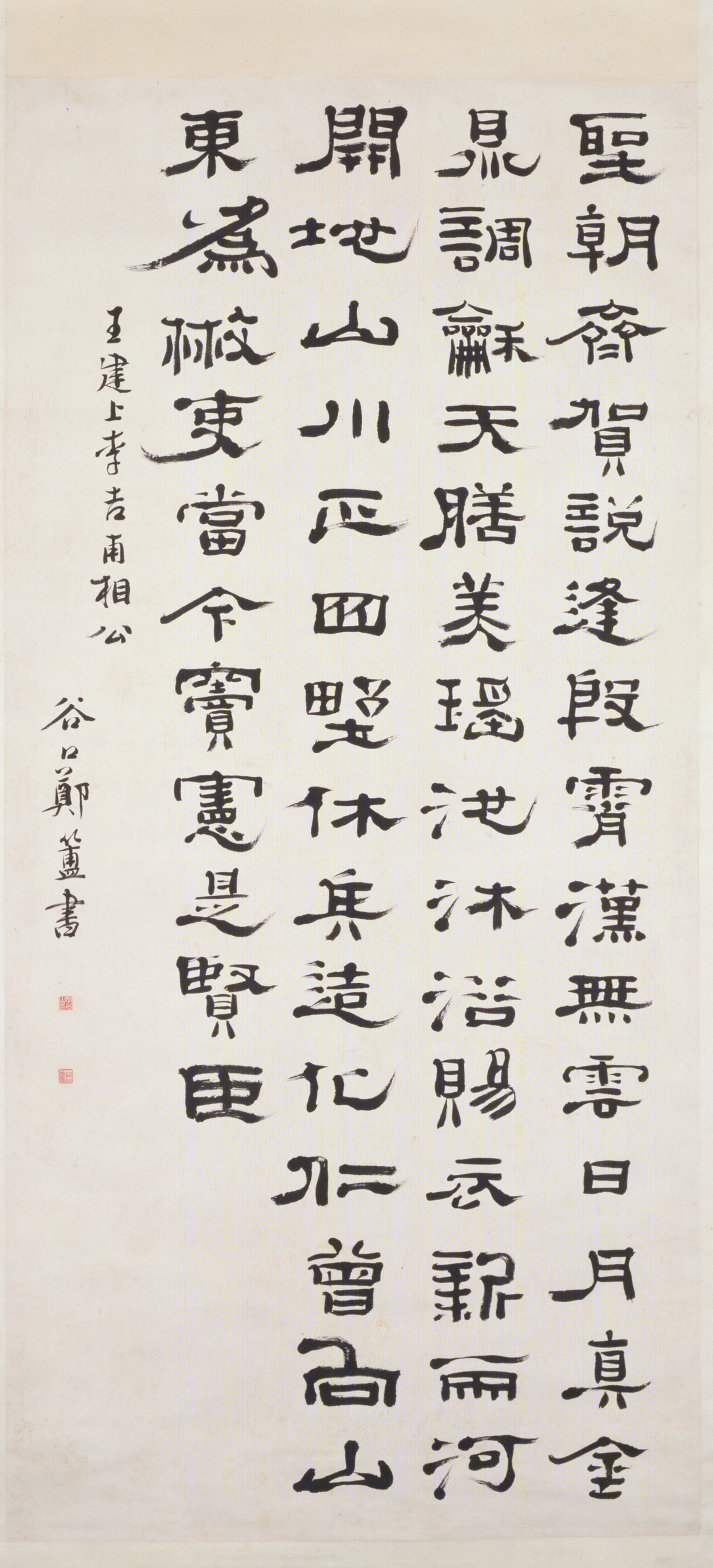
郑簠隶书王建《上李吉甫相公》（北京故宫博物院藏）

郑簠（1622年—1693年），字汝器、号谷口，江苏上元人，清代书法家、医生。

## 生平
郑簠为名医郑之彦（字兰巖）次子。他子承父业，以行医为生，终身不仕。郑簠工于书法，尤精隶书。初学明末书家宋珏，后改学汉碑三十余年。其书法博采《郑固》、《史晨》、《夏承》等汉碑所长，尤善《曹全碑》，并融入草书笔意而自成一派。他开创了清代隶书碑学复兴之风，清代书法家朱彝称其隶书为“古今第一”。清方朔《枕經臺題跋·曹仕碑跋》云：
| “                                 | 國初鄭谷口山人專精此體，足以名家。當其移步換形，覺古趣可挹。至於聯扁大書，則又筆墨俱化為煙雲矣。 | ” |
| ——清代方朔《枕經臺題跋·曹仕碑跋》 |                                                                                                  |   |